# Куприянов, Иван Михайлович
Иван Михайлович Куприянов — советский хозяйственный, государственный и политический деятель.

## Биография
Родился в 1904 году в Московской губернии. Член КПСС.
С 1921 года — на хозяйственной, общественной и политической работе. В 1921—1982 гг. — на хозяйственной и партийной работе в сельском хозяйстве Московской области, первый секретарь Подольского райкома ВКП(б), председатель правления Московского областного общества охотников и рыболовов.
Избирался депутатом Верховного Совета РСФСР 2-го созыва.
Умер в Москве в 1984 году.